# Youtube-dl
youtube-dl ist ein Open-Source-Download-Manager für Video- und Audioinhalte von YouTube und anderen Videoplattformen. Es ist unter den Bestimmungen der Unlicense lizenziert.
Stand Oktober 2020 ist youtube-dl eines der beliebtesten Projekte auf GitHub mit über 72.000 Sternen. Nach Angaben von libraries.io haben 84 Packages und mehr als 1400 Repositories eine Abhängigkeit von youtube-dl.

## Geschichte
youtube-dl wurde im Jahr 2006 von Ricardo Garcia erstellt. Zunächst waren nur Downloads von YouTube unterstützt, mit der Zeit wuchs aber die Unterstützung für viele weitere Videoplattformen. Ricardo Garcia gab die Projektleitung 2011 an den Benutzer phihag ab, welcher sie später an dstftw weitergab.
Nachdem die Entwicklung stagnierte, entstand 2021 eine Abspaltung (Fork) unter dem Namen yt-dlp.

### GitHub-Sperre auf Anfrage der RIAA
Am 23. Oktober 2020 stellte die Recording Industry Association of America (RIAA) einen Antrag auf Entfernung des Projektes und 17 öffentlichen Forks von GitHub gemäß den Bestimmungen des Digital Millennium Copyright Act (DMCA). Die RIAA argumentierte, youtube-dl verletze die Bestimmungen des Abschnitts 1201 des DMCA gegen das Umgehen von Kopierschutzmaßnahmen sowie Bestimmungen des deutschen Urheberrechts. Außerdem seien in der Dokumentation von youtube-dl Beispiele vorhanden, um Musikvideos von Mitgliedern der RIAA herunterzuladen. GitHub kam der Anfrage umgehend nach und entfernte die Repositories von der Plattform.
Diese Entscheidung wurde von Nutzern scharf kritisiert: Es gebe zahlreiche legitime Anwendungsfälle für youtube-dl, darunter das Herunterladen von Inhalten unter freien Lizenzen, oder die Nutzung für legitime Bearbeitungen, die unter Fair Use fallen, zum Beispiel zu Zwecken der Archivierung oder für Pressezwecke. Die resultierende große öffentliche Aufmerksamkeit (Streisand-Effekt) wurde mit der Kontroverse um DeCSS verglichen. Benutzer verbreiteten auf anderen Wegen den Quellcode von youtube-dl, so teilten zum Beispiel Twitter-Nutzer Bilder, die als Farbinformation kodiert den gesamten Quellcode enthielten. Auch teilten GitHub-Nutzer den Quellcode im GitHub-eigenen DMCA-Repository.
Am 16. November 2020 gab GitHub die gesperrten Repositories wieder frei, nachdem sie von der Electronic Frontier Foundation ein Dokument mit einer rechtlichen Einschätzung erhielten, in dem die Bewertung der RIAA mit dem Hinweis zurückgewiesen wurde, die Software sei überhaupt nicht in der Lage, kommerzielle DRM-Systeme zu umgehen. GitHub kündigte zusätzlich an, zukünftige Anfragen gemäß Section 1201 von Rechtsexperten und technischen Experten von Fall zu Fall abwägen zu lassen.

#### Vorgehen gegen Hoster von youtube-dl
Etwa gleichzeitig zum Antrag an GitHub mahnten Sony Music Entertainment Germany, Universal Music und Warner Music Group Germany den deutschen Webhoster Uberspace ab. Dieser hostet die Webseite von youtube-dl. Die Plattenfirmen forderten den Anbieter auf, dies zu unterlassen. Als dieser der Aufforderung nicht nachkam, legten sie Klage gegen ihn beim Landgericht Hamburg ein. Der Hoster nahm die Seite in Folge des Urteils offline und verspricht sich von der Berufung, die Internetpräsenz wieder freischalten zu dürfen.